# Drapeau de l'oblast de Tcheliabinsk
Le drapeau de l’oblast de Tcheliabinsk (en russe : флаг Челябинской области) est l’un des symboles de l’oblast de Tcheliabinsk, l’un des sujets fédéraux de Russie. Il a été adopté en 2001.

## Description
La loi de l’oblast de Tcheliabinsk relative à son blason et à son drapeau décrit le drapeau ainsi :

« Le drapeau de l’oblast se présente sous la forme d’un rectangle de proportions 2:3 de couleur rouge, avec une bande jaune de 1/6 de la largeur du drapeau éloignée du bord inférieur du drapeau de 1/6 ; il porte en son milieu une représentation d’un chameau blanc chargé d’un bagage jaune dont la largeur est 1/2 de celle du drapeau. »